# Ahmad Massoud
Ahmad Massoud (Dari Persa: احمد مسعود; nascido em 10 de julho de 1989) é um político afegão fundador da Frente de Resistência Nacional do Afeganistão. Ele é filho do líder militar anti-soviético Ahmad Shah Massoud. Ele foi nomeado CEO da Fundação Massoud em novembro de 2016. Em 5 de setembro de 2019, ele foi declarado sucessor de seu pai em seu mausoléu no vale de Panjshir.

## Infância e educação
Ahmad Massoud nasceu em 10 de julho de 1989 em Piyu, na província de Takhar, no nordeste do Afeganistão, vindo de uma origem étnica tajique. 
Depois de terminar sua educação secundária no Irã, Massoud passou um ano em um curso militar na Real Academia Militar de Sandhurst. Em 2012, ele começou um curso de graduação em Estudos de Guerra no King's College London, onde obteve seu diploma de bacharel em 2015. Ele obteve seu mestrado em Política Internacional na City, University of London em 2016.

## Carreira
Massoud voltou ao Afeganistão e foi nomeado CEO da Fundação Massoud em 2016.
Desde março de 2019, Massoud entrou oficialmente na política, um movimento amplamente antecipado por alguém referido em Panjshir como o "predestinado".
Ele endossou a ideia de seu pai de um modelo suíço para relações de poder internas no Afeganistão, dizendo que a descentralização do governo e a desconcentração do poder de Cabul dariam uma alocação mais eficiente de recursos e autoridade para as províncias do país. trazendo prosperidade e estabilidade para o país como um todo.
Massoud se opôs à direção do processo de paz afegão em 2019, que ele acreditava não representar os interesses de todos os afegãos. Em setembro daquele ano, ele anunciou a criação de uma nova coalizão de líderes mujahideen inspirada na Aliança do Norte que resistiu ao Talibã na década de 1990. A coalizão, conhecida como Segunda Resistência ou resistência Panjshir, tornou-se uma das várias forças militares independentes formadas antes da retirada militar dos Estados Unidos. Depois que a maior parte do país se rendeu ao Talibã durante sua ofensiva de 2021, Massoud e o primeiro vice-presidente Amrullah Saleh se reuniram em Panjshir e declararam sua rejeição ao governo talibã. Ele apelou à imprensa norte-americana por apoio militar e logístico para suas forças. Entre outras razões, ele listou a necessidade de proteger os direitos das mulheres, prevenir as execuções públicas e evitar o retorno de um porto seguro no Afeganistão para terroristas internacionais.
Em 22 de agosto de 2021, ele alertou sobre uma potencial guerra civil se não houver um acordo de divisão de poder e disse que a guerra era "inevitável" nessas circunstâncias, dizendo "Derrotamos a União Soviética, podemos derrotar o Talibã".